# Eurocopter AS532 Cougar
 Eurocopter AS532 Cougar je dvomotorni srednje velik večnamenski transportni helikopter. Razvili so ga v Franciji na podlagi uspešnega Aérospatiale Puma. AS532 Cougar je nadgrajena vojaška verzija Pume, nadgrajena komercialna verzija pa je Eurocopter AS332 Super Puma.  AS532 so potem še naprej razvili v Eurocopter EC725.
AS332 Super Puma je prvič poletela septembra 1977. Imela je dva turbogredna motorja Turbomeca Makila 1A1 vsak z 1330 kW, rotor iz kompozitnih materialov, izboljšano pristajalno podvozje in spremjen repni del.
Kanada je načrtovala nakup Cougarjev kot zamenjavo za CH-113 Labrador, vendar je potem kupila CH-149 Cormorant. Leta 2012 je Francija začela s programom moderniziranja 26 Cougarjev, vrednim 288 miljonov evrov. Štiri Cougarje uporablja tudi Slovenska vojska.

## Tehnične specifikacije(AS532 UB)
- Posadka: 3
- Kapaciteta: 24 vojakov
- Dolžina: 15,53 m (50 ft 11½ in)
- Premer rotorja: 15,6 m (51 ft 2 in)
- Višina: 4,92 m (16 ft 2 in)
- Površina rotorja: 206 m² (2 217 ft²)
- Prazna teža: 4 350 kg (9 590 lb)
- Uporaben tovor: 4 650 kg (10 250 lb)
- Maks. vzletna teža: 9 000 kg (19 840 lb)
- Motorji: 2 × Turbomeca Makila 1A1 turbogredni, 1 185 kW (1 589 KM) vsak

- Neprekoračljiva hitrost: 278 km/h (150 vozlov, 173 mph)
- Maks. hitrost: 249 km/h (134 vozlov, 154 mph)
- Potovalna hitrost: 239 km/h (129 vozlov, 148 mph)
- Dolet: 573 km (310 nm, 357 mi)
- Višina leta (servisna): 3 450 m (11 319 ft)
- Hitrost vzpenjanja: 7,2 m/s (1 417 ft/min)